# Canach
Canach (luxembourgeois : Kanech) est une section de la commune luxembourgeoise de Lenningen située dans le canton de Remich.
C'est le centre administratif de la commune.